# Eardley Holland
Sir Eardley Holland, né le 29 octobre 1879 et décédé le 21 juillet 1967 à Chichester, fut un éminent chirurgien obstétricien britannique, et membre fondateur du Royal College of Obstetricians and Gynaecologists. De 1943 à 1946, il en est le 5e président.

## Carrière universitaire
Eardley Holland fréquente la Merchiston Castle School, puis intègre le King's College de Londres. Il obtient son doctorat en 1905 et est interne au King's College Hospital.
Il part ensuite suivre une année universitaire à l'Université de Berlin, où il est l'élève des professeurs Olhausen, Bumm et Orth. Il a qualifié cette formation {{citation[de la plus instructive et formatrice de toute son éducation}}.
À son retour en Angleterre, il devient médecin résident au Queen Charlotte's Hospital et à l'Hospital for Women, Soho Square. En 1907, il est nommé tuteur en obstétrique au King's College Hospital.
En 1908, il réussit l'examen d'adhésion au Royal College of Physicians et est élu Membre en 1920.
En 1914, il est nommé obstétricien-adjoint au King's College Hospital. En 1916, il obtient un poste identique à l'Hôpital de Londres.
À peine nommé à l'Hôpital de Londres, il rejoint en 1917 la Royal Army Medical Corps et sert en France comme chirurgien spécialiste durant la Première Guerre mondiale.
Il prend réellement son poste à l'Hôpital de Londres en 1919, et y demeure jusqu'à sa retraite en 1954.

## Seconde Guerre mondiale
De 1937 à 1940, Sir Eardley Holland est conseiller en obstétrique auprès du Ministère de la Santé. Il est notamment chargé d'organiser l'évacuation des femmes enceintes londoniennes vers l'intérieur du pays. À partir de 1939, il prend en charge le service d'urgence obstétrique des hôpitaux d'Hertfordshire et d'East Anglia, jusqu'à ce qu'il devienne président du RCOG en 1943.

## Éditeur
En juillet 1909, Sir Eardley Holland devient assistant-éditeur de la revue médicale Journal d'Obstétrique et de Gynécologie de l'Empire Britannique. Il en devient l'éditeur principal en 1914. Il démissionne en 1922.

## Travaux scientifiques
Sir Eardley Holland est  invité par le Ministère de la Santé britannique à enquêter sur la causalité de la mortalité néonatale. Le 9 juin 1920, il présente ses premiers travaux réalisés à partir d'une série d'autopsies de 168 enfants mort-nés, lors du Meeting de la Société Obstétrique d'Edimbourg. Il a notamment observé chez 48% d'entre eux une déchirure de la tente du cervelet, associée à une déchirure de la faux du cerveau dans 5 cas ; et d'une hémorragie sous-durale chez presque tous les sujets. La plupart résultaient d'un accouchement par le siège ou par forceps, ou d'un accouchement à travers un bassin contracté, mais quelques-unes résultaient d'un travail apparemment normal.

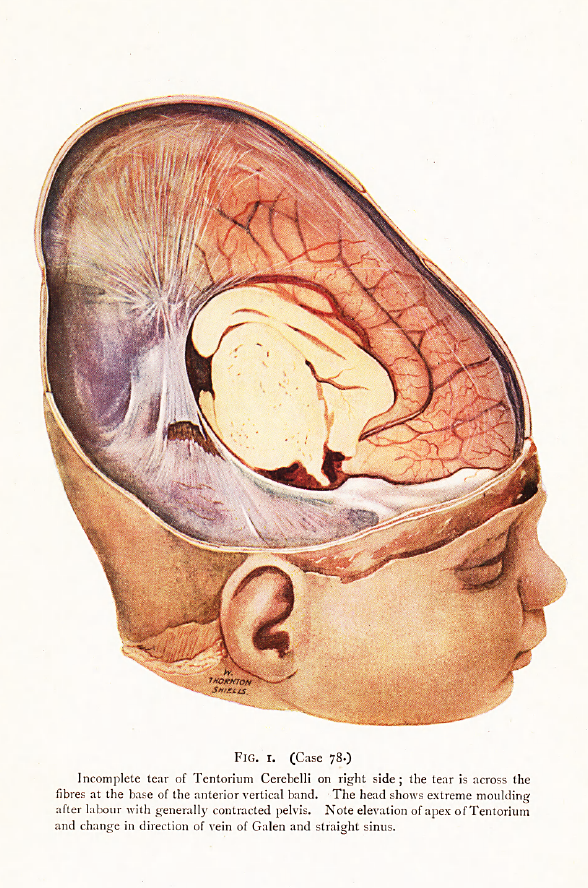
1920. E.HOLLAND. Incomplete tear of Tentorium Cerebelli on right side ; the tear is across the fibres at the base of the anterior vertical band. The head show extreme moulding after labour with generally contracted pelvis. Note elevation of apex of Tentorium and change in direction of vein of Galien and straight sinus.

En 1922, ses résultats sont publiés dans le rapport officiel Reports on Public Health and medical subjects. Report on causation of fetal death. Ils sont également publiés dans la revue médicale Journal of Obstetrics and Gynaecology of the British Empire.
En mai 1936, Sir Eardley Holland est invité à présenter ses travaux sur le traumatisme cérébral de la naissance lors du 61e meeting de la Société Gynécologique Américaine, qui s'est tenu à Absecon, et auquel participe l'obstétricien américain Hugo Ehrenfest, auteur reconnu de travaux portant sur le même sujet.
En 1961, Eardley Holland préface l'ouvrage du neuropathologiste Philipp Schwartz Birth injuries of the newborn. Morphology, Pathogenesis, Clinical Pathology and Prevention.

### Publications médicales
- 1911 : (en) Eardley Holland, « Two cases of caesarean section for impacted shoulder presentation, in which trans-uterine embryotomy was necessary before the foetus could be extracted. », Journal of Obstetrics and Gynecology,‎ 1911 (DOI 10.1111/j.1471-0528.1911.tb09182.x)
- 1920 : (en) Eardley Holland, « On cranial stress in the fetus during labour and the effects of excessive stress on the intracranial contents. With an analysis of 81 cases of torn tentorium cerebelli and subdural cerebral haemorrhage. », Transactions of Edinburgh Obstetrical Society,‎ 9 juin 1920 (PMID 29612428, PMCID PMC5424138)
- 1921 : (en) Eardley Holland, « Methods of performing Caesarean Section. », British Journal of Obstetrics and Gynaecology,‎ 1921 (DOI 10.1111/j.1471-0528.1921.tb16138.x)
- 1922 : (en) Eardley Holland, « Cranial Stress in the Fetus during Labour and on the effects of Excessive Stress on the Intracranial Contents ; with an analysis of eighty-one cases of Torn Tentorium Cerebelli and Subdural Cerebral Haemorrhage. », The Journal of Obstetrics and Gynaecology of the British Empire,‎ 1922
- 1937 : (en) Eardley Holland, « Birth injury in relation to labor. », American Journal of Obstetrics and Gynecology, vol. 33, no 1,‎ 1937 (DOI 10.1016/S0002-9378(15)32736-8)
- 1951 : (en) Eardley Holland, « The Princess Charlotte of Wales : a triple obstetric tragedy. », The Journal of Obstetrics & Gynaecology of the British Empire,‎ 1951 (DOI 10.1111/j.1471-0528.1951.tb04074.x)

### Ouvrages médicaux
- 1922 : (en) Eardley Holland, Ministry of Health, The causation of foetal death ; report of an investigation into the factors which determined death in a sample of three hundred foetuses of viable age., London, H.M. Stationery Office, coll. « Reports on public health and medical subjects. » (OCLC 11167254)
- 1926 : (en) Eardley Holland, Child life investigations : a clinical and pathological study of 1,673 cases of death-birth and neonatal birth., London, H.M. Stationery Office, coll. « Special report series (Medical Research Council (Great Britain)) », 1926 (OCLC 61530349)

## Distinctions
En 1946, il a été honoré du titre de Sir.